# Kempynus crenatus
Kempynus crenatus is een insect uit de familie watergaasvliegen (Osmylidae), die tot de orde netvleugeligen (Neuroptera) behoort. 
Kempynus crenatus is voor het eerst wetenschappelijk beschreven door Adams in 1971. De soort komt voor in Argentinië en Chili.